# Ouango (subprefektur)
Ouango är en subprefektur i Centralafrikanska republiken.   Den ligger i prefekturen Mbomou, i den sydöstra delen av landet, 400 km öster om huvudstaden Bangui.
I omgivningarna runt Ouango växer i huvudsak städsegrön lövskog. Runt Ouango är det glesbefolkat, med 8 invånare per kvadratkilometer.